# ماریا ورث
ماریا ورث (به آلمانی: Maria Wörth) یک منطقهٔ مسکونی در اتریش است که در ناحیه کلاگن‌فورت-لاند واقع شده‌است. ماریا ورث ۱٬۳۵۷ نفر جمعیت دارد.

## خواهرخوانده
شهرهای کودروایپو و فرایزینگ خواهرخوانده‌های ماریا ورث هستند.